# Autorail ALn 772
L'autorail FS ALn 772 est un autorail à moteur Diesel, un modèle en service principalement dans les Ferrovie dello Stato (FS), les chemins de fer italiens, conçu en 1935 et construit jusqu'en 1957. Il reste en service jusqu'en 1986. Certains exemplaires en sont conservés pour l'Histoire. 
Il fait naturellement partie de la famille des Fiat Littorina mais avec une conception complètement orientée vers le chemin de fer, par rapport aux modèles précédents qui sont des adaptations de véhicules routiers pour une circulation sur rails. Les ALn 772 sont l'anticipation des autorails modernes. 

## Histoire
L'ALn 772 est un autorail qui bénéficie de toute l'expérience du constructeur Fiat Ferroviaria accumulée depuis la mise en service du premier autorail au monde, la fameuse Fiat Littorina mais aussi les trains rapides voulus par le régime fasciste de Benito Mussolini, les ATR.100, les FS ALn 56 et FS ALn 556.
Avec la forte croissance de la demande de transport voyageurs et touristiques des années 1940, consécutive aux incitations du régime pour développer les « vacances populaires », le service public assuré par les FS doit anticiper et faire construire une nouvelle famille de convois plus rapides et plus confortables pour compléter l'offre des Littorine existantes qui assuraient les petits trajets par des trains directs rapides sur de longs parcours.
Vu les consignes strictes du gouvernement quant aux besoins à satisfaire, il est décidé, plutôt que de commander des modèles existants, donc de conception ancienne, d'inventer un nouveau type de matériel roulant « unifié ». La contrainte est aussi de disposer de composants communs avec d'autres matériels pour uniformiser les pièces et en diminuer le coût. Concept pour le moins novateur pour l'époque. Les FS ont depuis toujours appliqué cette politique d'achat.
Le constructeur italien de matériel ferroviaire Officine Meccaniche (OM) de Milan est approché et il reçoit commande de trois prototypes de ce nouveau matériel. La société livre les trois ensembles en 1937, construits, comme prévu, sur la base des autorails FS ALn 72 de Fiat Ferroviaria. Ils sont immatriculés avec les numéros hors série 3001, 3002 et 3003. 
Il s'agit d'un réel défi que veut lancer OM à ses concurrents de l'époque Fiat Ferroviaria et Breda costruzioni ferroviarie. OM a une grande expérience dans le domaine ferroviaire, mais uniquement en sous-traitance, et n'a jamais construit un modèle complet, contrairement aux deux géants de l'industrie lourde italienne. C'est pourquoi, immédiatement après la livraison des prototypes et leurs essais très positifs, une commande de cent quatre-vingt-seize exemplaires est passée à OM. Fiat Ferroviaria est appelée à la rescousse et s'engage à construire toutes les caisses et laisser à OM le soin de traiter la partie technique. 
Pour simplifier la partie administrative de la commande publique, la fourniture est officiellement répartie entre les deux fournisseurs avec cent unités à Fiat (1001-1100) et quatre-vingt-seize à OM en deux tranches : 3201-3250 et 3251-3296.
La première unité de la série dévolue à Fiat est mise en service en mai 1940. Après les sévères tests effectués sur des lignes autour de Faenza et en Toscane, la FS ALn 772.1001 est homologuée sans réserves car répondant haut la main au cahier des charges des FS. La première unité de la série OM est mise en service en novembre de la même année. La commande des cent-quatre-vingt-seize exemplaires est soldée en 1943.
En 1939, les chemins de fer privés « Ferrovie Padane » du nord-est de la péninsule, achètent aux FS les trois prototypes 1001-1003 et commandent deux autres autorails directement à OM en 1941. Ils seront identifiés FP ALn 72 1004 et 1005, bridés à la vitesse de 100 km/h avec un changement de la transmission, mais disposant de 8 kW de puissance en plus.
La Seconde Guerre mondiale réduit considérablement la demande de transport voyageurs, à la seule exception des convois militaires, pour lesquels les « Fiat Littorine » ne sont pas les mieux adaptées en raison de leur faible capacité, ce qui engage les constructeurs Breda et OM dans la construction de matériel militaire. 
Les moteurs montés sur les autorails ALn 772 sont de toute nouvelle conception, puissants, fiables et compacts. Ils sont en grande partie « cannibalisés » pour équiper les « MAS » de la Marine royale italienne. La réduction des quotas de gazole et les bombardements très fréquents sur les voies ferrées de l'Italie fasciste font que les rares ALn 772 en état de marche ne peuvent pas circuler par manque de voies en bon état, et ceci dure jusqu'en 1945.
Ce n'est qu'en 1948, que OM peut reprendre la construction de ces modèles grâce au plan du nouveau gouvernement italien pour remettre en état le pays. Entre 1948 et 1957 OM livre cent vingt-trois exemplaires supplémentaires, en deux séries : 3301-3341 et 3342-3423, à une cadence plus faible qu'avant la guerre car ses propres usines ont aussi beaucoup souffert et doivent être reconstruites.
Des cent quatre-vingt-seize exemplaires de la commande de 1937, cinq entièrement détruits lors des bombardements américains, et vingt-sept, partiellement endommagés, servent dès lors de stock de pièces de rechange pour le reste des unités en service. 
En 1949, la société privée de lignes en concession « Ferrovia Siena-Buonconvento-Monte Antico » gérée par la « SIF », commande à OM deux autorails ALn 772, numérotés 101 et 102 avec une répartition de seize places assises en 1re classe et cinquante-six en seconde. S'ajoute ultérieurement une remorque spéciale modifiée à quatre-vingt-six places baptisée Ln86.106 pour la 3e classe, toujours existante à cette époque.
Cette société est reprise par les FS en 1956 et ces matériels sont réimmatriculés selon le standard FS, ALn 772 3297 et 3298 et la remorque transformée en motrice sous le code ALn 772.3299.

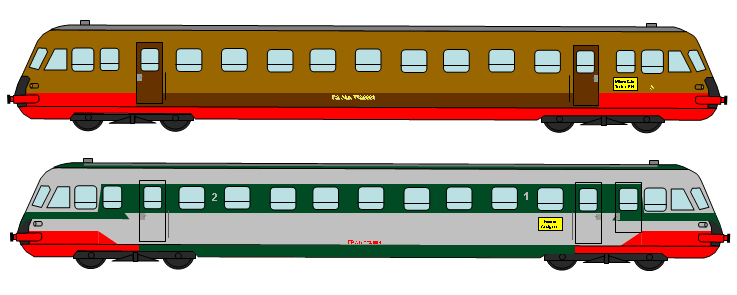
Une ALn 772 en livrée FS châtain-isabelle, et en livrée vert-gris des Ferrovie Padane.

Au lendemain de la Seconde Guerre mondiale, à la suite de l'anéantissement du parc roulant italien le plus noble, constitué par les rames rapides ETR 200, les ALn 772 les remplacent sur les liaisons rapides de toute l'Italie, notamment sur les itinéraires les plus prestigieux Milan-Venise-Trieste, Palerme-Messine, Tarente-Bari-Ancône, Cagliari-Olbia.
La grande quantité d'exemplaires disponibles permet aux FS de les utiliser également sur des lignes secondaires. Dans les années 1950, les ALn 772 assurent la majorité des transports ferrés rapides italiens. 
De même, en 1949, deux autorails sont livrés aux chemins de fer polonais pour être dupliqués localement et assurer le service comme trains rapides. 
En 1961, tous les modèles des ex-« Ferrovie Padane » sont réimmatriculées en ALn 772 et servent aux convois charter. Une de ces unités est conservée en état de marche.
La ALn 772.1009, modifiée avec l'aménagement d'un salon de première classe, est retransformée pour revenir dans son état originel en 1970.
Les années 1970 voient le déclin de ce groupe ALn 772, remplacé par les plus modernes FS ALn 773 et FS ALn 668, achetées en très grand nombre pour assurer les transports régionaux. 
De plus, leur isolation avec des composés d'amiante, incompatibles avec les règles de sécurité italiennes, remisent définitivement les ALn 772 en 1981. 
Seules cinq unités sont conservées pour l'Histoire, toutes les autres sont démolies.
Au total ce sont trois cent vingt-sept unités ALn 772 qui ont été construites.

## Caractéristiques techniques
Pour la première fois sur ce type de matériel, la transmission hydraulique est montée en série, modèle OM-SRM-DF 1,15, installée de manière expérimentale par OM et qui donne de très bons résultats sur les grands parcours mais fait beaucoup souffrir les boîtes de vitesses hydrauliques sur les trajets régionaux en raison des arrêts fréquents. 
Les ALn 772 ne sont pas adaptées pour les accouplements multiples, contrairement aux modèles suivants comme les FS ALn 880. C'est un module de grandes dimensions, avec une capacité nettement supérieure à celles des unités précédentes, et un meilleur confort.
Les caisses, de conception semblable aux ALn 556, sont les premières du genre à être électro-soudées et parfaitement insonorisées avec des composés d'amiante, fibre recommandée pour ses caractéristiques « exceptionnelles » à cette époque. Leur livrée reprend la norme traditionnelle des FS châtain-isabelle.
Chaque module est équipé de deux moteurs de construction O.M. - Saurer type BXD aspirés à six cylindres en ligne, à injection directe. Chaque moteur d'une cylindrée de 14 330 cm3, développe 110 kW à 1 500 tr/min, soit une puissance totale de 299 ch. Sur la quatrième série le moteur est modifié et adopte une nouvelle pompe d'alimentation encore plus fiable, plus tard connu sous la référence OM-BXD.54.
La grosse cylindrée engendre un important apport d'air pour garantir le rapport stœchiométrique : la solution consiste à placer les moteurs aux extrémités des caisses avec une grande grille de prise d'air. 
Les nouveaux moteurs ne sont pas installés directement sur les bogies mais sur appuis anti-vibratiles dans les caisses pour isoler l'ensemble du bruit et des vibrations.
Les bogies, allégés par l'absence du moteur, sont remplacés par d'autres qui reprenaient la conception arrêtée pour les rames automotrices électriques. Ce type de bogie, de conception très simple, se démontre très fiable.

## Unités préservées
- FS ALn 772.1033 : conservée au Musée Ferroviaire Piémontais, à Savillan. C'est la seule unité des FS encore en état de marche, après une restauration complète effectuée par l'association du Musée.
- FS ALn 772.3244 et 3261 : transformées en monument à Assemini.
- FS ALn 772.3247 restaurée et adaptée comme train d'essais pour STS-Socimi Tilting System, dans une livrée blanche, des fenêtres marron et un carénage rouge.
- FS ALn 772.3265 exposée comme monument en gare de Cagliari, en Sardaigne. Elle a bénéficié d'une restauration de la caisse et, à la suite d'une grande révision effectuée dans les ateliers Milanesio de Moretta, est en parfait état de marche. Le 16 février 2007 elle a été transférée en Toscane, pour une utilisation à des occasions spéciales.
- FS ALn 772.3374, utilisée pour un projet conjoint entre Fiat Ferroviaria et le Conseil national de la recherche, pour des essais de bogies à roues et suspensions indépendantes. Elle est ultérieurement démotorisée et reclassée Vp.car.99-999-072. Elle a atteint la vitesse de 160 km/h lors d'un test officiel. Les techniques mises au point n'ont pas été appliquées au matériel ferroviaire mais ont servi pour des recherches en Formule 1.
- FS ALn 772.3375 conservée au Musée national ferroviaire de Pietrarsa à Naples, mais pas en état de marche.
- FS ALn 772 FP (Ferrovie Padane), utilisée pour les trains charter.

## Les ALn 772 polonaises - SD80 et SD70

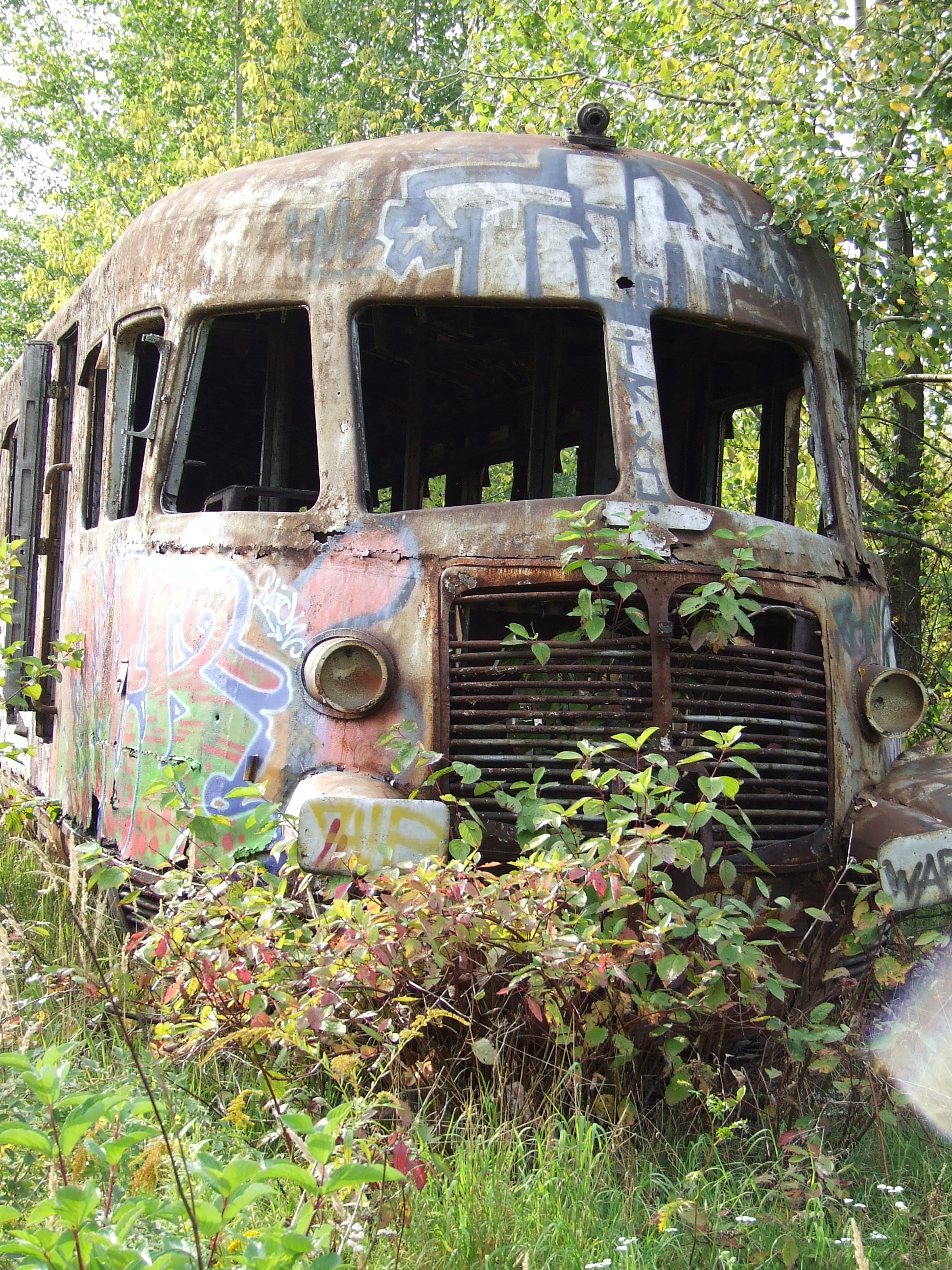
Une SD80 abandonnée, version polonaise des ALn 772.

Au lendemain de la Seconde Guerre mondiale, les Polskie Koleje Państwowe (les chemins de fer polonais ont le même problème que toutes les compagnies de chemin de fer des pays dévastés par la guerre, remettre en état le réseau et renouveler le parc roulant. L'économie polonaise est alors en ruine et les possibilités financières insuffisantes.
Pendant l'occupation allemande, puis soviétique, des usines modernes et leur outillage sont démontées et transférées dans les pays occupants. Des voies ferrées ont été démontées pour récupérer l'acier, puis souvent bombardées. 
La priorité absolue des chemins de fer est la reconstruction dans des délais brefs des infrastructures pour les voyageurs. Ne pouvant pas financer un réseau électrifié, les Polonais décident de faire appel à la technologie des autorails diesel, beaucoup plus économiques à l'achat comme en service et rapidement disponible. 
Les chemins de fer polonais connaissent fort bien ce type de matériel pour avoir disposé du constructeur Hipolit Cegielski à Poznań et Lilpop, Rau e Loewenstein de Varsovie. Il s'agit d'une flotte de vingt autorails rapides Luxtorpeda, avec une vitesse de pointe de 130 km/h, en service de 1934 à 1939 entre Varsovie, Katovice, Cracovie et Poznań. Plus tard, elles ont aussi assuré la liaison entre Lwow et Boryslav, représentant le meilleur du trafic rapide polonais.
L'Italie, malgré les importants dommages de guerre avec une multitude de sites industriels détruits, peut toujours compter sur un savoir-faire de premier plan dans le domaine ferroviaire. Le plan décidé par le nouveau gouvernement en faveur de la reconstruction de l'industrie du pays permet de reconstruire rapidement l'outil industriel lourd. Un des résultats est la reprise de la production des autorails du groupe ALn 772.
Par contre, l'Italie se trouvait grandement pénalisée par le manque de matières premières et de combustible en particulier. Le charbon national est de mauvaise qualité, et celui importé des Balkans n'est pas meilleur et impossible à utiliser pour la traction ferroviaire et très peu sûr à cause des fumées dangereuses (cf accident du train 8017).
L'ingénieur Franciszek Tatara, directeur de l'agence d'État qui gérait l'usine de Poznań, défend l'idée d'acheter quelques exemplaires des nouveaux autorails italiens et de les payer en charbon fossile, matériau dont la Pologne abondait. Le choix se porte sur les ALn 772, parce que similaires aux unités polonaises d'avant guerre, ce qui doit faciliter la fabrication dans les usines polonaises. 
L'Italie ayant accepté ce troc, dans le groupe ALn 772, il est commandé à OM exclusivement, un modèle dérivé renommé SD80, en trois exemplaires, destiné aux chemins de fer polonais. Ces trois unités sont livrées en 1949 et effectent le trajet à travers les voies des différents pays traversés Autriche et Tchécoslovaquie. Les unités sont identifiées par les numéros de série 09051, 09052 et 09053.
Le gouvernement polonais s'est trompé (ou a été trop ambitieux) et peu après doit abandonner ce projet. En effet une fois les unités italiennes livrées elles doivent servir de modèle fini pour la fabrication locale. Mais aucune usine n'est capable de fabriquer les moteurs conformément aux plans et notices fournies, l'acier disponible n'étant pas de qualité suffisante, les caisses ne sortent pas des ateliers par manque de tôles, les soudures ne tiennent pas, etc.
Les trois unités OM italiennes sont alors mises en service en 1951, sur des relations interurbaines et immatriculées MsBx. Elles sont renommées en 1956 MsAx : signifiant "M= autorail s= moteur thermique B=seconde classe et x=4 essieux. La redéfinition du matricule fait suite à la suppression de la troisième classe. La première ligne servie par ces unités est Varsovie-Cracovie, et en 1953 elles sont transférées sur la ligne Varsovie-Gdynia, jusqu'en 1959, puis remplacée sur cette ligne très chargée par des trains traditionnels à vapeur beaucoup plus lents. 
À partir de 1960, elles seront réimmatriculées SD80-01, SD80-02 et SD80-03 et sont affectées au centre de Varsovie Est. Deux unités sont utilisées sur la ligne de la capitale à Bydgoszcz et Poznań, tandis que la SD80-03 assura le trafic du train express Blekitna Fala (l'Onde Bleu) entre Międzyzdroje et Varsovie, pendant la saison d'été et retourne le reste de l'année sur la ligne de Gdynia. Le train express Blekitna Fala est, dans les années 1960, le train le plus rapide de Pologne avec 100,9 km/h de moyenne.
Les « SD80 » restent en service sur le réseau polonais jusqu'en 1967 et sont ensuite remplacés par les autorails d'origine hongroise SN61.
Retirées du service actif voyageurs en 1967, les SD80 sont reconverties en SR70 et servent de modules d'inspection et de service jusqu'en 1974, basées au sud de Gdańsk. La numéro 01 est radiée le 1er janvier 1969, la numéro 03 le 31 décembre 1972 et la numéro 02 reste en service jusqu'au 30 avril 1974, après avoir été utilisée pour le transport des cheminots.
Lors de son retrait, la numéro 03, la seule pour laquelle les documents de service ont été conservés, a parcouru seulement 904 218 km, avec des vitesses moyennes comprises entre 75 et 100 km/h, selon la ligne desservie.
Des trois exemplaires originaux, un seul n'a pas été détruit et est sous la responsabilité du Musée des Transports Ferroviaires de Varsovie pour y être conservé, la numéro 02. Mais pour une raison jamais élucidée, cette unité est abandonnée à l'extérieur et vandalisée.

## La Belvedere
L'unité ALn 772.3240, renommée ALtn 444.3001 (Automotrice Leggera con terrazzino a nafta 444) – Autorail Léger diesel avec salon -, est transformée en 1948 avec la réalisation d'un salon surélevé avec un toit panoramique appelée Belvedere. 
Peinte en vert lichen - rouge signal – jaune paille, elle bénéficie d'une livrée particulière bleu azur-blanc. Elle est mise en service en tant que convoi spécial rapide Freccia Aurelia entre Milan et San Remo, un train partant le vendredi soir de Milan et revenant le dimanche dans la nuit. Beaucoup de Milanais utilisent ce service durant l'été pour rejoindre leurs épouses les fins de semaine, sur leurs lieux de vacances de la Riviera ligure. 
Les FS transforment à nouveau cette unité pour la remettre dans sa configuration d'origine ; elle reprend son matricule ALn 772.3424 en 1965, et elle est radiée en 1984.
Le groupe ALn 772 ne connait aucun incident sérieux, ni accident durant toutes ses années de service.

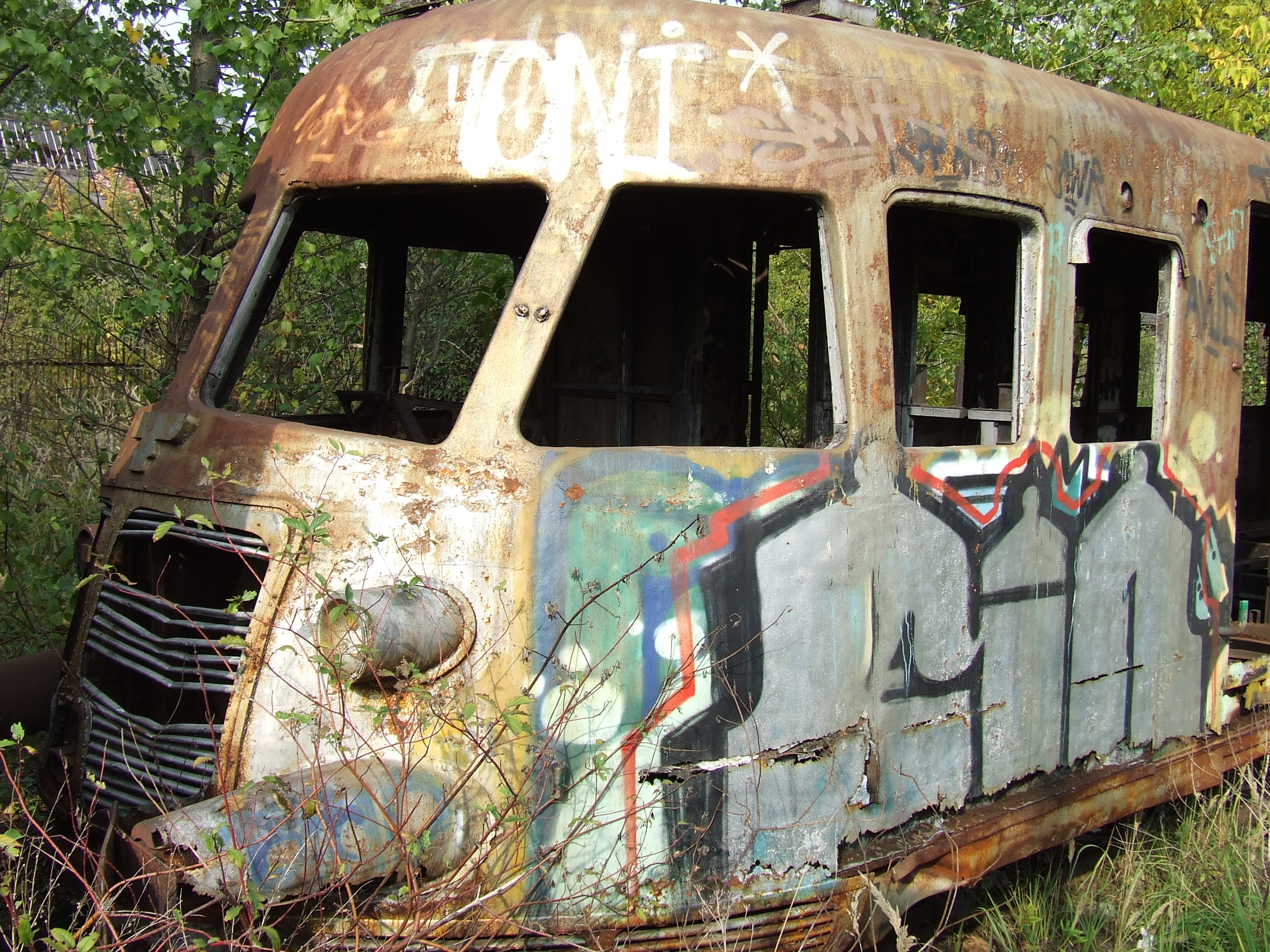
Flanc d'une SD80 _ la ALn 772 polonaise.
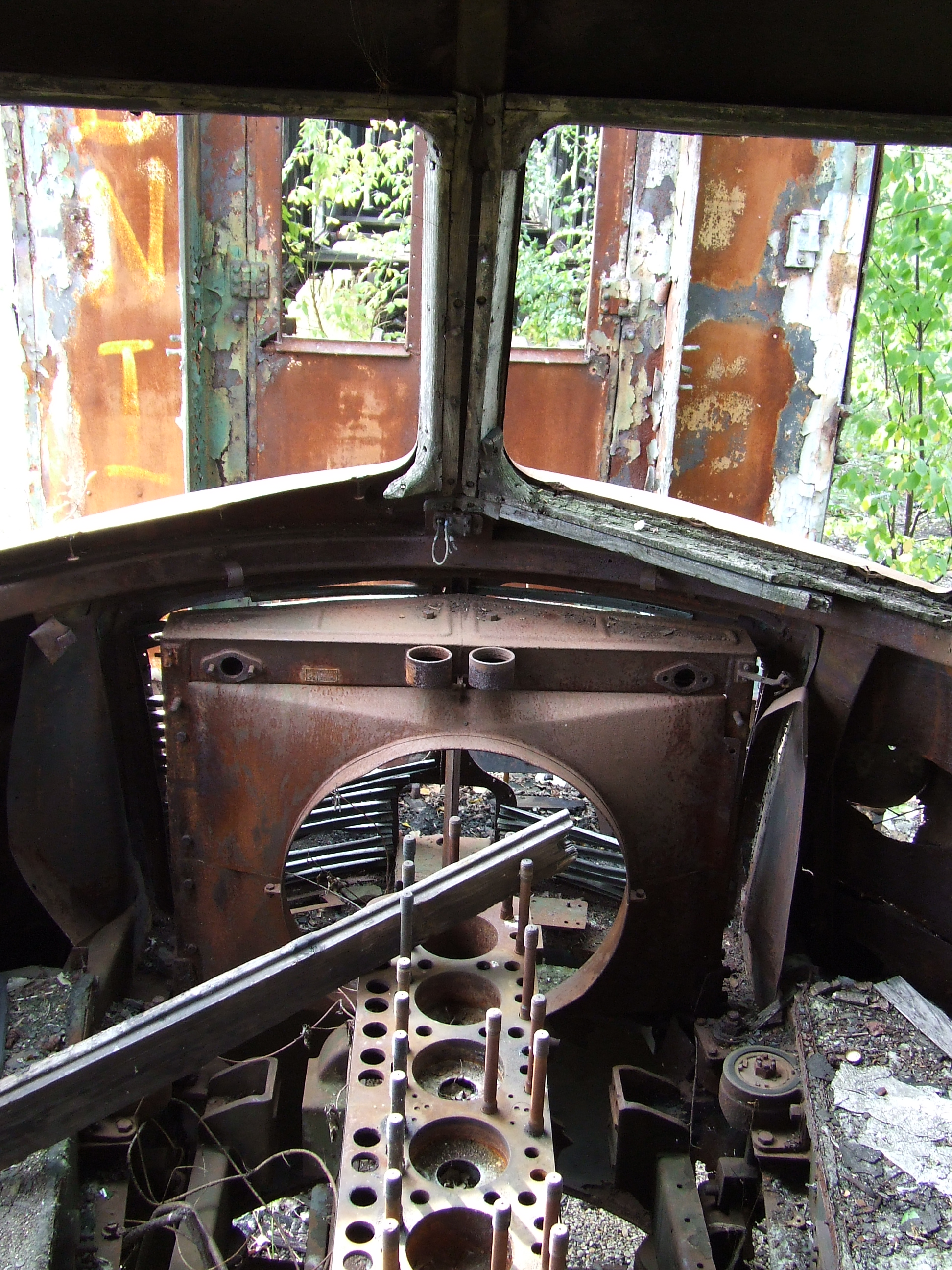
Poste de conduite.
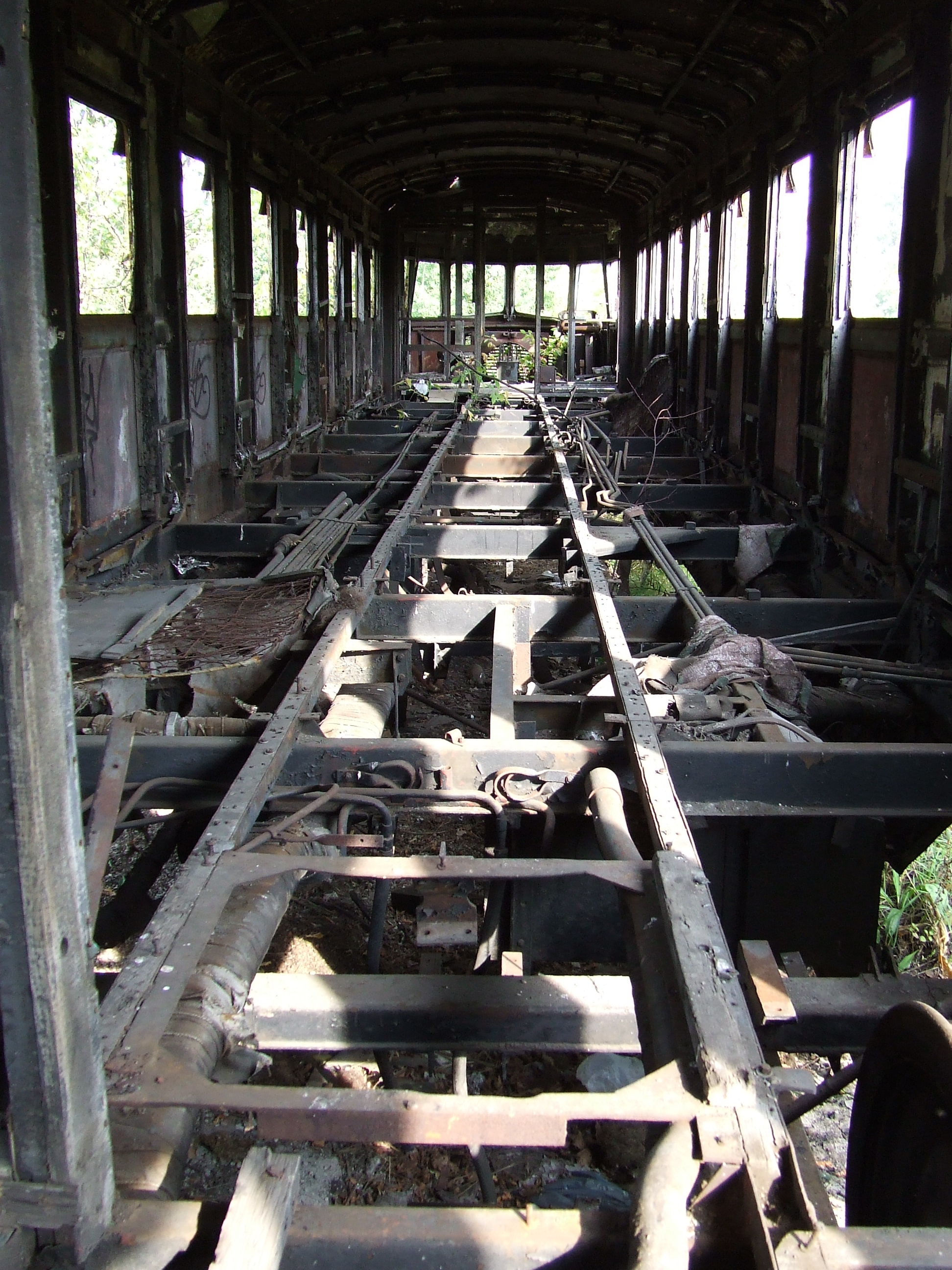
Intérieur.